# Sassal Mason
Sassal Mason är en bergstopp i Schweiz.   Den ligger i regionen Bernina och kantonen Graubünden, i den östra delen av landet, 210 km öster om huvudstaden Bern. Toppen på Sassal Mason är 3 032 meter över havet, eller 202 meter över den omgivande terrängen. Bredden vid basen är 1,1 km. Sassal Mason ligger vid sjön Lago Bianco. Den ingår i Bernina.
Terrängen runt Sassal Mason är huvudsakligen bergig, men norrut är den kuperad. Närmaste större samhälle är Poschiavo, 8,0 km söder om Sassal Mason. 
Trakten runt Sassal Mason består i huvudsak av gräsmarker. Runt Sassal Mason är det glesbefolkat, med 18 invånare per kvadratkilometer.